# Tradición

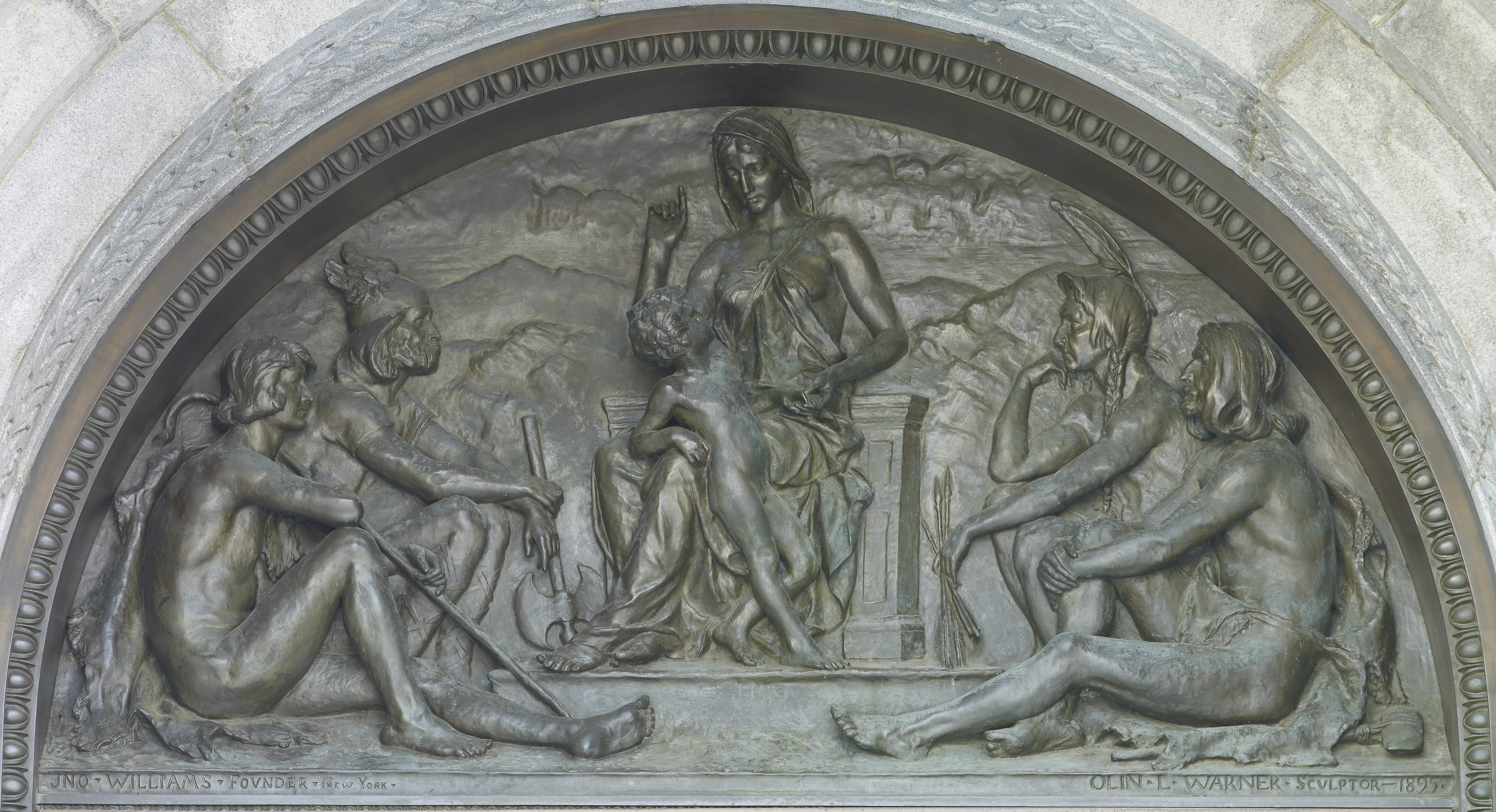
Olin Levi Warner, Tradición (1895). Tímpano de bronce sobre la entrada principal, Biblioteca del Congreso, edificio Thomas Jefferson, Washington D.C.

Tradición es cada una de aquellas pautas de convivencia que una comunidad considera dignas de constituirse y mantenerse de generación en generación. Después de esto sigue como una parte integral de sus usos y costumbres y se mantiene para que sean aprendidas por las nuevas generaciones, como parte indispensable del legado cultural. La tradición suele versar genéricamente sobre el conocimiento y también sobre principios o fundamentos socioculturales selectos, que por considerarlos especialmente valiosos o acertados se pretende se extiendan al común, así unas generaciones los transmitirán a las siguientes a fin de que se conserven, se consoliden, se adecuen a nuevas circunstancias. También se llama 'tradición' a los patrones que pueden formar idiosincrasias, como las tradiciones: egipcia, griega, romana, etc. El cambio social altera el conjunto de elementos que forman parte de la tradición.
La tradición es un modelo mental heredable, que se transmite de manera individual o colectiva, con base en las enseñanzas o experiencias adquiridas en las diferentes etapas de la vida de los seres humanos. Haciendo que este modelo mental pueda efectuarse de forma similar en diferentes personas, con tradiciones idénticas en múltiples partes del mundo.
También se emplea la locución 'tradición popular' para aludir a los valores, creencias, costumbres y formas de expresión artística característicos de una comunidad, en especial a aquellos que se transmiten por vía oral. Lo tradicional coincide así, en gran medida, con la cultura y el folclore o la sabiduría popular, como en los refraneros. 
Por ejemplo, comer un huevo de chocolate en Pascua o un turrón en Navidad, almorzar pasta los domingos o vestir de negro en señal de luto son algunas tradiciones extendidas en varios países.
La tradición, por lo tanto, es algo que se hereda y que forma parte de la identidad. El arte característico de un grupo social, con su música, sus danzas y sus cuentos, forma parte de lo tradicional, al igual que la gastronomía y otras cuestiones.
Es importante destacar que, muchas veces, la tradición se asocia a una visión conservadora, ya que implica mantener intactos ciertos valores a lo largo del tiempo. Por tanto, las creencias de quienes no se interesan por las tradiciones de su tierra o que intentan cambiarlas suelen ser vistas como 'rupturistas'.
Los sociólogos advierten, sin embargo, que la tradición debe ser capaz de renovarse y actualizarse para mantener su valor y utilidad. Esto quiere decir que una tradición puede adquirir nuevas expresiones sin perder su esencia.

## Definición

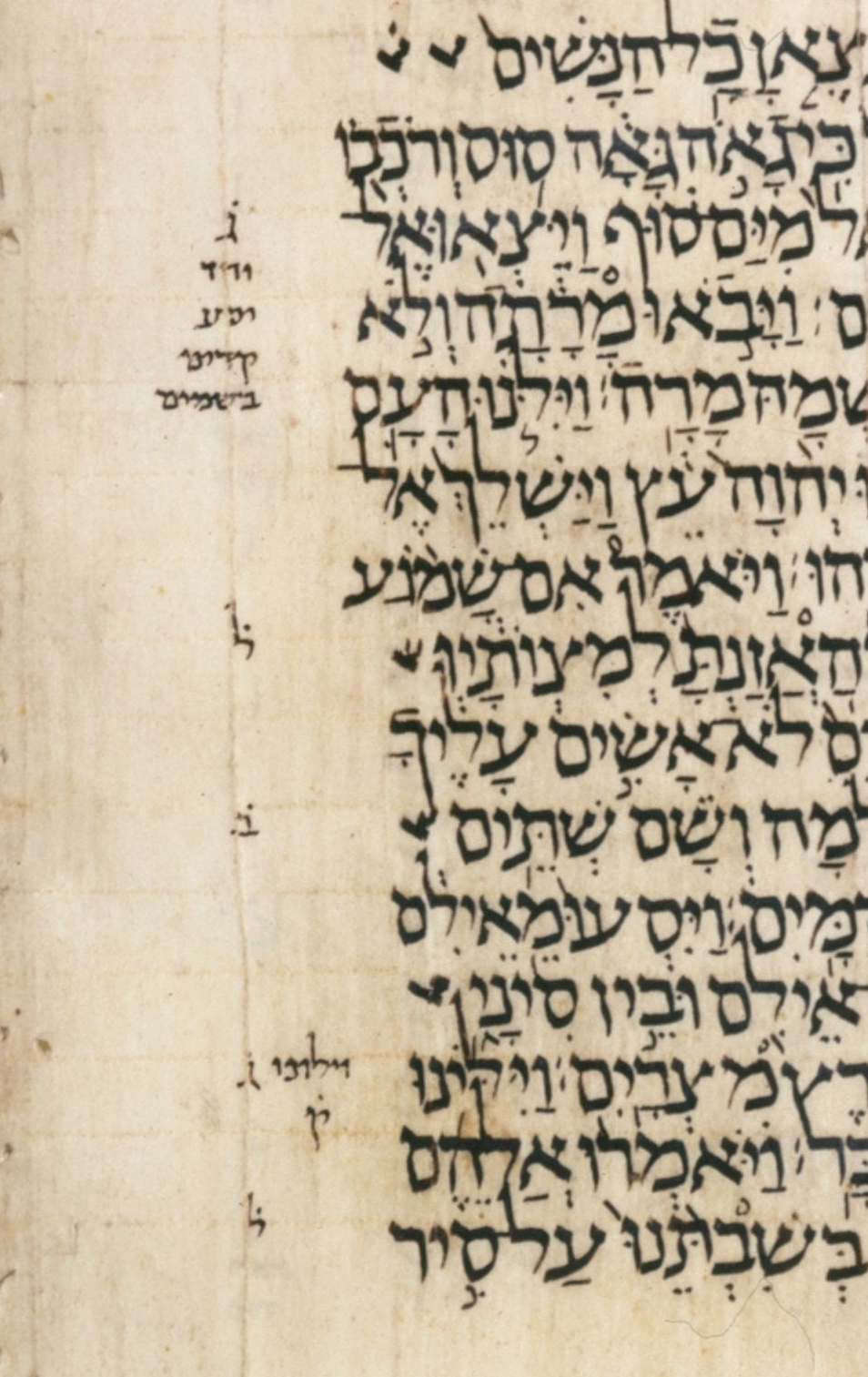
Tradiciones textuales de manuscritos encuadernados del Séfer Torá (rollo de la Torá) se transmiten proporcionando puntos vocálicos, marcas de pronunciación, y acentos adicionales en el auténtico Texto Masorético de la Biblia Judía, a menudo la base para las traducciones del Antiguo Testamento del Cristianismo.

La palabra en español tradición procede del latín traditio, sustantivo del verbo tradere (transmitir, entregar, dar en custodia); originalmente se utilizaba en derecho romano para referirse al concepto de transferencias legales y herencia.  Según Anthony Giddens y otros, el significado moderno de tradición evolucionó durante el periodo del Siglo de las Luces, en oposición a la modernidad y el progreso. 
Como ocurre con muchos otros términos genéricos, existen muchas definiciones de tradición. El concepto incluye una serie de ideas interrelacionadas; la unificadora es que la tradición se refiere a creencias, objetos o costumbres realizados o creídos en el pasado, originados en él, transmitidos a través del tiempo al ser enseñados por una generación a otra, y que se realizan o creen en el presente.  Tradición también puede referirse a creencias o costumbres que son Prehistóricas, con orígenes perdidos o arcano, existentes desde tiempos inmemoriales. Originalmente, las tradiciones se transmitían oralmente, sin necesidad de un sistema de escritura. Entre las herramientas que ayudaban a este proceso se encontraban dispositivos poéticos como la rima, las historias épicas y la aliteración. Los relatos así conservados también se denominan tradición o parte de una tradición oral. Sin embargo, se supone que incluso estas tradiciones se originaron (fueron "inventadas" por los seres humanos) en algún momento.
A menudo se presume que las tradiciones son antiguas, inalterables y profundamente importantes, aunque a veces pueden ser mucho menos "naturales" de lo que se presume.   Se supone que se necesitan al menos dos transmisiones a lo largo de tres generaciones para que una práctica, creencia u objeto se considere tradicional.  Algunas tradiciones se introdujeron deliberadamente por una u otra razón, a menudo para resaltar o realzar la importancia de una determinada institución o verdad.  Las tradiciones también pueden adaptarse a las necesidades del momento, y los cambios pueden llegar a aceptarse como parte de la antigua tradición. La tradición cambia lentamente, y los cambios de una generación a otra se consideran significativos.  Así, quienes llevan a cabo las tradiciones no serán conscientes del cambio, e incluso si una tradición sufre cambios importantes a lo largo de muchas generaciones, se considerará que no ha cambiado.
Existen diversos orígenes y ámbitos de la tradición; pueden referirse a:
1. las formas del patrimonio artístico de una cultura determinada.[16]
2. creencias o costumbres instituidas y mantenidas por sociedades y gobiernos, como himnos nacionaless y festividades nacionales, como Días festivos federales en Estados Unidos.[11][12].
3. creencias o costumbres mantenidas por denominación religiosas y Órganos eclesiásticos que comparten historia, costumbres, cultura y, hasta cierto punto, cuerpo de enseñanzas.[17][4] Por ejemplo, se puede hablar de la tradición del Islam o de la tradición del Cristianismo.

Muchos objetos, creencias y costumbres pueden ser tradicionales.Los rituales de interacción social pueden ser tradicionales, con frases y gestos como decir "gracias", enviar anuncios de nacimiento, tarjeta de felicitacións, etc.  Tradición también puede referirse a conceptos más amplios practicados por grupos (tradiciones familiares en Navidad), organizaciones (pícnic de empresa) o sociedades, como la práctica de fiestas nacionales y públicas.  Algunas de las tradiciones más antiguas incluyen el monoteísmo (tres milenios) y la ciudadanía (dos milenios). También puede incluir objetos materiales, como edificios, obras de arte o herramientas.
Tradición se utiliza a menudo como adjetivo, en contextos como música tradicional, medicina tradicional, valores tradicionales y otros. En tales construcciones tradición se refiere a valores y materiales específicos particulares del contexto discutido, transmitidos a través de generaciones.

## Ejemplos de tradiciones
A continuación, se describen algunas de las tradiciones más importantes del mundo:

### Festival de los colores
En India, Nepal y Bangladés se conmemora el comienzo de la primavera con una celebración conocida como Festival de los colores o Holi, que consiste en esparcir polvos de diversos colores sobre los participantes y luego rociarlos con agua, de manera que queden como auténticas pinturas vivientes. Cabe mencionar que su origen está íntimamente ligado a la religión y que presenta ciertas diferencias en cada país.

### Día de Muertos
Es una celebración tradicional mexicana que honra a los muertos.Tiene lugar los días 1 y 2 de noviembre y está vinculada a las celebraciones católicas de Día de los Fieles Difuntos y Todos los Santos. el día en que los espíritus de los seres queridos vuelven con sus familias durante una noche. Cada persona puede escoger permanecer en su casa, donde prepara un altar para agasajar a su invitado de honor, o bien dirigirse al cementerio. El reencuentro es acompañado de los manjares preferidos del difunto, El Día de muertos en México se celebra a los niños difuntos el 1 de noviembre y a los adultos fallecidos el 2 de noviembre.
Esta es una de las celebraciones más conocidas en México.

## Etimología
La palabra proviene del sustantivo latino traditio, y este a su vez del verbo tradere, «entregar», de una forma de transacción o herencia originaria de la ley romana del mismo nombre.

## Conceptualizaciones de la tradición

### René Guénon
La palabra tradición tiene un sentido particular en los escritos del metafísico francés René Guénon. Con ella alude Guénon a contenidos y prácticas trasmitidos durante siglos que mantienen abierta una vía de acceso a la verdad absoluta del hombre y la relación de este con Dios y la creación. Esta Tradición es única para toda la humanidad (Traditio perennis), y se manifiesta de forma superficialmente distinta en los diferentes pueblos y religiones, variando según el contexto, pero manteniendo siempre intacta la parte interior o esotérica que es inalterable e incomunicable (pues precisa de la propia experiencia o iniciación). La cadena se rompe con la época moderna, en la que se pierde (se esconde) la tradición verdadera y solo persisten sucedáneos (a vistas de los no iniciados) que no remiten a ninguna realidad trascendente, pues se trata sólo de manifestaciones físicas reproducibles, y no de realidades interiores que se externalizan a través de múltiples formas, ajustándose a los límites establecidos por la misma tradición.

### Vicente Aleixandre
La visión conservadora de la tradición ve en ella algo que preservar de manera fiel y acrítica. Desde una perspectiva abierta al cambio se aprecia, por el contrario, que la vitalidad de una tradición depende de su capacidad para renovarse, pudiendo modificar su forma para adaptarse a nuevas circunstancias, sin perder por ello su sentido. 
El poeta Vicente Aleixandre destaca esta capacidad creadora de la tradición al escribir en su discurso de recepción del premio Nobel: Tradición y revolución. He ahí dos palabras idénticas.

## Invención de la tradición
El término "invención de la tradición", introducido por E. J. Hobsbawm, se refiere a situaciones en las que se introduce una nueva práctica u objeto de una manera que implica una conexión con el pasado que no necesariamente es presente. Se puede crear y promulgar deliberadamente una tradición para el interés personal, comercial, político o interés nacional propio, como se hizo en el África colonial; o puede adoptarse rápidamente en función de un solo evento muy publicitado, en lugar de desarrollarse y extenderse orgánicamente en una población, como en el caso del vestido de novia blanco, que solo se volvió popular después de que la Reina Victoria usara un vestido blanco en su boda con Alberto de Sajonia-Coburgo.
Un ejemplo de una invención de la tradición es la reconstrucción del Palacio de Westminster (ubicación del Parlamento británico) en el Estilo gótico. Del mismo modo, la mayoría de las tradiciones asociadas con la monarquía del Reino Unido, vistas como profundamente arraigadas en la historia, en realidad datan del siglo XIX. Otros ejemplos incluyen la invención de la tradición en África y otras posesiones coloniales por parte de las fuerzas de ocupación. Al requerir legitimidad, el poder colonial a menudo inventaría una "tradición" que podrían usar para legitimar su propia posición. Por ejemplo, una determinada sucesión a un cacicazgo podría ser reconocida por una potencia colonial como tradicional para favorecer a sus propios candidatos para el puesto. A menudo, estas invenciones se basaron en alguna forma de tradición, pero fueron exageradas, distorsionadas o sesgadas hacia una interpretación particular.
Las tradiciones inventadas son un componente central de las culturas nacionales modernas, proporcionando una comunidad de experiencia y promoviendo la identidad nacional unificada propugnada por el nacionalismo. Los ejemplos comunes incluyen días festivos (particularmente aquellos exclusivos de una nación en particular), el canto de himnos nacionales y la cocina nacional tradicional (véase plato nacional). Los expatriados y las comunidades de inmigrantes pueden continuar practicando las tradiciones nacionales de su país de origen.